# Nokia 500
Nokia 500 är en smartphone med Symbian Anna från Nokia. Den annonserades 1 augusti 2011. Mobilen uppgavs vid annonseringstillfället att vara en billig smartphone-modell med introduktionspris på cirka 150 euro innan moms och subventioner, motsvarande knappt 1700 kronor inklusive 25 procent moms i Sverige med antagen växelkurs 9,00 kronor/euro.
Det som är speciellt med smartphonen Nokia 500 är att den är den första att döpas efter annan princip än tidigare då Nokia valt 4-siffriga namn (till exempel 3310, 6320, 7650, 9500 med flera) eller en bokstav med 1-3 siffror efteråt (till exempel N9, N95 och N900). Den nya nomenklaturen från augusti 2011 innebar att billigaste modellerna kommer att vara 100-serien medan dyraste kommer att vara 900-serien. 500-serien motsvarar den gamla 5000-serien prismässigt.
Nokia 500 är även Nokias andra produkt med namnet 500. Den första var den Windows CE-baserade färddatorn Nokia 500 Auto Navigator som släpptes några år tidigare.